# مطار نوفوسيبيرسك
مطار نوفوسيبيرسك (الروسية: Аэропóрт Толмачёво) (إياتا: UNNT، إيكاو: OVB) هو مطار يقع في مدينة أوب، روسيا، 16 كم من مركز نوفوسيبيرسك، مركز صناعي وعلمي في سيبيريا و تعتبر ثالث أكبر مدينة في روسيا.
يوجد فيه مدرجان للهبوط نشطين 3,600 متر (11,811 قدم) و(3,605 متر) و أيضاً مع قاعة مسافرين كبيرة واحدة مع قسمين إثنين متصلين (القسم A للرحلات الداخلية (25,000 متر مربع، 18 مكتب لـتسجيل إجراءات الوصول، جسرين للطائرة، بسعة 1,800 مسافر/لكل ساعة) و القسم B للرحلات الدولية (27,000 متر مربع، 14 مكتب لتسجيل إجراءات الوصول، 3 جسور للطائرة، بسعة 1,300 مسافر/ساعة). قاعتان للشحنات، و مواقف لواحد وستون طائرة. المدرج 16 مجهز بـILS CAT II، والذي يسمح بعمليات المركبة الطائرة في سقف خدمة منخفض  و رؤية (350 متر).
يقع المطار في منتصف الطريق من بعض المطارات المهمة لمدن شرق آسيا ( على سبيل المثال. سول، شانغهاي، هونغ كونغ، إلخ) إلى أوروبا مما يجعله جذاب لطائرات الشحن لاستخدامه كمحطات تعبئة وقود. ويخدم ايضاً كـمطار تحويل على الطريق القطبي رقم 1.

## شركات الطيران والوجهات

### الركاب
| شركـات طيـران               | الوجهات |
| --------------------------- | --- |
| إيروفلوت                    | مطار سوفارنابومي الدولي، مطار شيريميتييفو الدولي، Phuket (تبدأ في 11 يوليو 2023) |
| أيرو منغوليا                | مطار جنكيز خان الدولي الجديد |
| Aero Nomad Airlines         | Osh |
| Alrosa                      | Lensk، Mirny، مطار فنوكوفو الدولي، Udachny |
| Aurora                      | Khabarovsk |
| Avia Traffic Company        | مطار مناس الدولي، Osh |
| Azur Air                    | موسمي عارض: مطار أنطاليا، مطار القاهرة الدولي، مطار باندارنيك الدولي |
| فلاي دبي                    | مطار دبي الدولي |
| I-Fly                       | موسمي عارض: مطار الغردقة الدولي |
| Ikar                        | موسمي عارض: Phuket، مطار سوتشي الدولي |
| IrAero                      | Andizhan، مطار حيدر علييف الدولي، Irkutsk، مطار كيزيل، مطار طشقند الدولي |
| KrasAvia                    | مطار كيزيل |
| نوردستار                    | Irkutsk، Norilsk |
| Nordwind Airlines           | مطار سوتشي الدولي |
| خطوط بيغاسوس                | مطار أنطاليا |
| Pobeda                      | مطار شيريميتييفو الدولي، مطار فنوكوفو الدولي، مطار بولكوفو موسمي: مطار سوتشي الدولي |
| Qazaq Air                   | مطار آستانا الدولي (معلقة)، Oskemen |
| خطوط ريد وينغز الجوية ‏      | موسمي عارض: مطار الغردقة الدولي، مطار شرم الشيخ الدولي |
| روسيه (خطوط جوية)           | مطار بولكوفو |
| خطوط إس سفن                 | مطار أباكان، Anadyr، مطار أنطاليا، مطار آستانا الدولي، Barnaul، مطار بكين داشينغ الدولي، مطار مناس الدولي، Blagoveshchensk، Bokhtar، Bratsk، مطار بخارى الدولي، Chelyabinsk، Chita، مطار دوشنبه الدولي، Fergana، Gorno-Altaysk، مطار غروزني الدولي، Igarka، Irkutsk، مطار إسطنبول الدولي، Izhevsk، مطار كالينينغراد، Kazan، Kemerovo، Khabarovsk، Khanty-Mansiysk، Khujand، مطار كراسنويارسك الدولي، Magadan، Magnitogorsk، مطار محج قلعة الدولي، Mineralnye Vody ‏، Mirny، مطار دوموديدوفو الدولي، Nadym، مطار نمنكان ‏، Navoi، Neryungri، Nizhnekamsk، Nizhnevartovsk، Nizhny Novgorod ‏، Norilsk، Novokuznetsk، Novy Urengoy ‏، Noyabrsk، Omsk، Orenburg، Osh، Perm، Petropavlovsk-Kamchatsky، Polyarny، مطار بولكوفو، مطار كوروموخ الدولي، مطار سمرقند الدولي، Saratov، مطار سوتشي الدولي، Surgut، Talakan، Tamchy، Tobolsk، Tomsk، Tyumen، Ufa، Ulan-Ude، Ulyanovsk–Baratayevka، مطار أورومتشي الدولي، Vladivostok، Volgograd، Yakutsk، مطار كولتسوفو الدولي، Yuzhno-Sakhalinsk |
| Shirak Avia                 | مطار يريفان الدولي |
| Smartavia                   | مطار شيريميتييفو الدولي، مطار بولكوفو |
| Somon Air                   | مطار دوشنبه الدولي، Khujand |
| Southwind Airlines          | مطار أنطاليا |
| Tajik Air                   | مطار دوشنبه الدولي، Khujand |
| خطوط أورال الجوية           | مطار دوشنبه الدولي، مطار دوموديدوفو الدولي |
| Utair                       | Irkutsk، مطار كراسنويارسك الدولي، مطار فنوكوفو الدولي، Surgut |
| الخطوط الجوية الأوزبكستانية | Fergana، مطار طشقند الدولي |
| Yakutia Airlines            | مطار فنوكوفو الدولي، Neryungri، مطار سوتشي الدولي، Yakutsk |
| Yamal Airlines              | Novy Urengoy ‏، Salekhard |

### الشحن
| شركـات طيـران | الوجهات                                 |
| ------------- | --------------------------------------- |
| Aviastar-TU   | مطار هانغتشو شياوشان الدولي             |
| البريد الروسي | مطار هاربين الدولي، مطار تشنغتشو الدولي |